# Gemüsefond

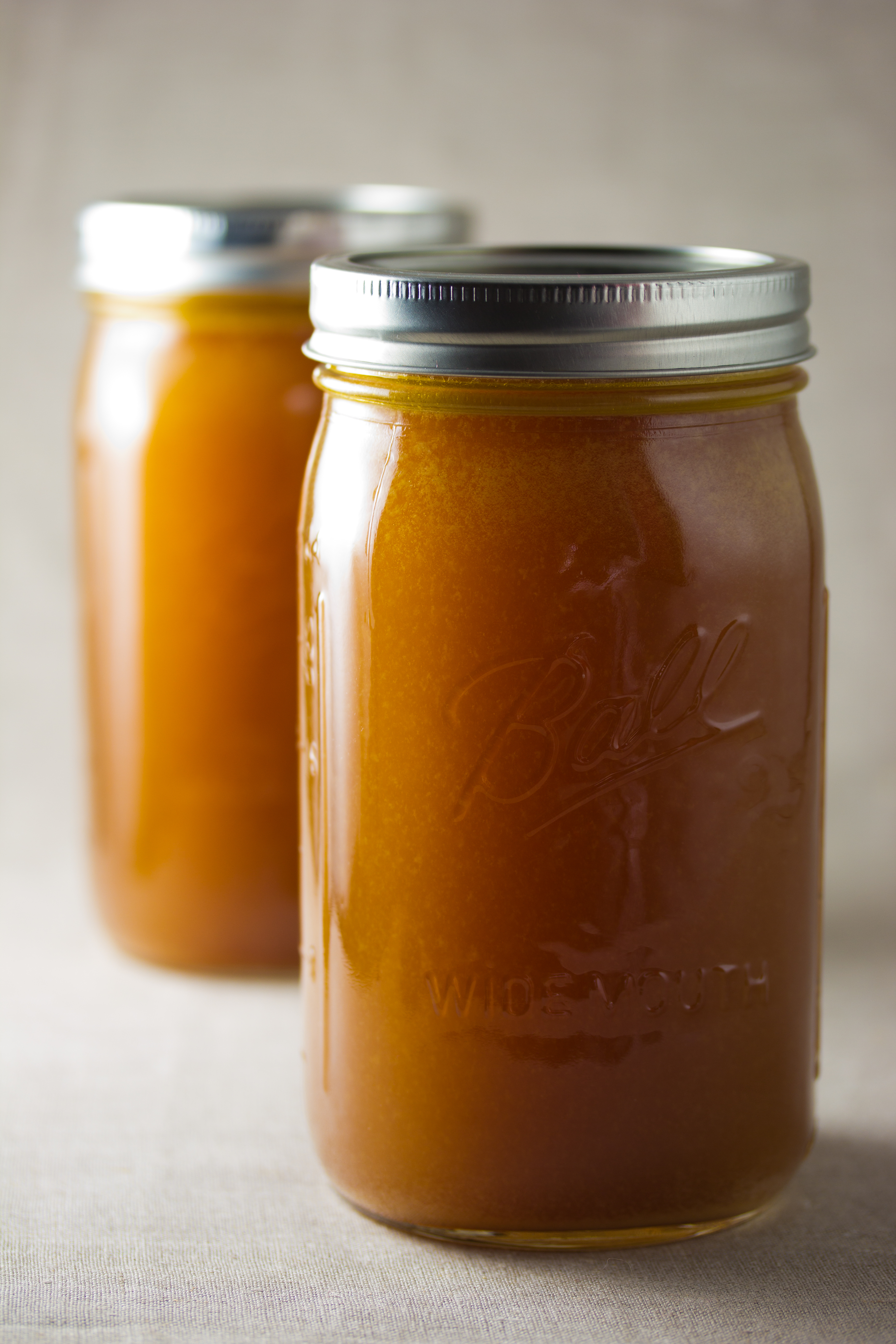
Veganer Gemüsefond

Gemüsefond (französisch: fond de légumes, englisch: vegetable stock) ist eine Grundbrühe, die beim Kochen von Gemüse, besonders Wurzelgemüse, Kräutern und Gewürzen entsteht und als Grundlage für Saucen und Suppen, vegetarische Speisen oder zum Auffüllen von gedünstetem Gemüse dient. Nach dem sanften Kochen wird der Sud durch ein Tuch passiert. Gemüsefond fällt oft beim Garen von Gemüse an und muss nicht extra angesetzt werden. Obwohl er eine Grundlage für viele Suppen darstellt, gehört er nicht zu den klassischen Fonds. Das verwendete Gemüse bestimmt den Geschmack. Einen dunklen Gemüsefond ergibt die Zugabe von angerösteten Zwiebelhälften und Tomatenmark.